# 新世紀エヴァンゲリオン劇場版 シト新生
『新世紀エヴァンゲリオン劇場版 シト新生』（しんせいきエヴァンゲリオンげきじょうばん シトしんせい、英題：Neon Genesis Evangelion: Death and Rebirth）は、1997年3月15日公開の日本のアニメーション映画。『新世紀エヴァンゲリオン』の劇場版で、第壱話〜第弐拾四話の総集編『DEATH』（デス）と、テレビアニメとは異なる結末を描いた第25話『Air』の前半『REBIRTH』（リバース）からなる2部構成である。
サブタイトルの「シト新生」は、DEATH & REBIRTH の直訳「死と新生」と「使徒新生」とを掛けている。略称は「シト新生」、「春エヴァ」、「デスリバ」。後のリメイク・リブート作品『ヱヴァンゲリヲン新劇場版』と区別して、「旧劇場版」とも呼ばれる。
全国東映・東急系で公開。同時上映は『魔法学園ルナ LUNAR! 青い竜の秘密スッポコ魔法作戦!』（約10分）。
『DEATH』の再修正版『DEATH (TRUE)²』と第25話『Air』、第26話『まごころを、君に』の3編を合わせた、『新世紀エヴァンゲリオン劇場版 DEATH (TRUE)2 / Air / まごころを、君に』が1998年3月7日に上映された。

## 概要
主人公たちの内面を描いたテレビシリーズ第弐拾伍話と最終話の2話は、テレビシリーズ第弐拾四話までの伏線や謎の回収を完全に放棄しており、一般的な作劇の方法から見れば物語の完結と言えるものではなかった。本作品のパンフレットなどによれば、製作者もそのことは承知していたようである。そのため、テレビシリーズ放映終了1か月後の1996年4月に、最終2話は当初の脚本に沿った形でリメイクし、すでに順次発売されていたVHSとLDでソフトとして発売すること、次いで最終2話のリメイクとは別の完全新作の劇場版の製作・公開が発表された。その後、この2つの企画は連動し、1996年11月1日に東京都内において記者会見が開かれ、そこで1997年春にテレビシリーズの総集編とリメイク版第25話・第26話をセットにした完結編『新世紀エヴァンゲリオン劇場版 シト新生』が、同年夏には完全新作の劇場版が公開されることが発表された。
岡田茂東映および、東急レクリエーション会長は「劇場版エヴァンゲリオンは、角川書店の方から持ち込まれ、ぜひ東映で配給して欲しいということで始めたものです。最初は20〜30の劇場で上映を始めたんです。それが、だんだん上映する映画館が増え、150館を超えるようになった。それで、あっという間に配給収入が11億円にまでいってしまった。支援団体から『けしからん、まだ完結してないじゃないか。監督は何をやっている、完結編を早く作れ』ということになって、急遽完結編を作ることになった」、「『失楽園』と『エヴァンゲリオン』は東映で作ってもよくて5億か6億円と普通の数字しか達成できないと判断し、非常に情熱があった角川書店の映画部に全部任せたんです」と述べている。
前売券発売開始日の1996年11月23日には、早朝からオリジナルテレホンカード付きの前売券を購入するファンが行列を作り、一般メディアでも報道された。映画公開前には20万枚以上も売れ、当時の前売券の日本記録を更新したとされる。
しかし、『REBIRTH』編の完成は当初の公開時期に設定されていた1997年春には間に合わないことが事前に判明したため、劇場公開1か月前の1997年2月14日に緊急記者会見が開かれた。その席上で総監督の庵野秀明が謝罪を行い、春の映画では『DEATH』編と制作途中の『REBIRTH』編が公開され、夏に完全版『REBIRTH』編となる『新世紀エヴァンゲリオン劇場版 Air/まごころを、君に』が公開されることが発表された。すでに販売されていた春の映画の前売券は、未使用の券に限り夏の映画でも有効との措置が採られた。
上記のような制作上の遅延もあり、『エヴァンゲリオン』は「まごころを、君に」をもって完結とされ、当初予定されていた「完全新作の劇場版」は制作されずに終わった。後に、2014年の第27回東京国際映画祭のインタビューで庵野秀明自身から「完全新作の劇場版」についての当初のプロットを明かしており、本人曰く「『進撃の巨人』とそっくり」な内容だったという。また、第27回東京国際映画祭の企画である「庵野秀明の世界」において『新世紀エヴァンゲリオン劇場版 DEATH (TRUE)² / Air / まごころを、君に』がTOHOシネマズ日本橋で上映された。

## 『DEATH』編
タツノコプロとGAINAXにより、テレビシリーズ（第壱話 - 第弐拾四話）を再構成・一部修正して新作シーンが追加された総集編である。しかし、物語の時系列を無視してシャッフルしたものであるため、テレビシリーズを視聴していないと物語の理解は難しい。第2新東京市にある中学校の体育館に、碇シンジ、惣流・アスカ・ラングレー、綾波レイ、渚カヲルを思わせる4人の中学生が集まり、弦楽四重奏曲の練習に向けて準備を進めていく合間に、テレビシリーズの断片が挿入されていく構成となっている。
『DEATH』編は、後に修正版『DEATH (TRUE)』（WOWOWオンエア版）と再修正版『DEATH (TRUE)2』（1998年公開『REVIVAL OF EVANGELION』版）が公開され、VHS・LD化の際にも再修正版『DEATH (TRUE)2』が収録された。劇場公開された『DEATH』編で制作された新作シーンの多くは後の修正版でカットされ、VHS版やLD版で増補された第弐拾壱話 - 第弐拾四話に転用されている。この修正版でカットされたシーンは、角川書店から発刊された本作品のフィルムブック（『DEATH』編のみの収録）で確認できる。
摩砂雪は実際の画面になった時のアイディア・映像編集のリズムを全面的にチェックした。
テレビアニメシリーズの16ミリのフィルムを35ミリにブロー・アップしている。新作カットもテレビアニメシリーズの映像の画質・質感と違和感を持たさないために、最初から35ミリで制作せずに16ミリで撮影作業を行ってから、35ミリにブロー・アップしている。
最初は薩川昭夫が本作の監督を務める予定だったが、「既に総監督がいるのに、監督はいやだな」「僕が監督すると『エヴァの映画』ではなくて、『エヴァについての映画』『エヴァのフィルムを素材にしただけの全く別の映画』になってしまい、『エヴァ』の本質から離れてしまう」という思いから、構成に留まった。
構成作業にあたって庵野から薩川へ「『わかりやすくてつまらないもの』を作るよりも、『わからなくてもいいから、刺激的なもの』を作ってほしい」「ドキュメンタリータッチで」「ヨハン・パッヘルベルの『カノン』をエンディングに使いたい」と注文した。そして薩川はテレビアニメシリーズを何周も繰り返し見た後に初期稿をまとめた。それを叩き台にして、シーンを足したり削ったり、劇伴のレコーディングに立ち会った経験を元に書き上げたのが決定稿となった。
薩川は構成に対して「錯綜した感じ」と案を出し、参考としてジャン＝リュック・ゴダール、オーソン・ウェルズ、寺山修司、佐々木昭一郎の作品群を例に出し、テレビアニメシリーズのストーリー・人間関係をわかりやすくまとめない様にした。これは薩川の「ただのダイジェストだと、誰からも憎まれない代わりに誰からも愛されない」という意向によるものである。特にゴダールの「勝手にしやがれ」の予告編を意識した「女性がお堅い言葉をつぶやく」演出をバトルシーンで実践することを薩川が提案し、庵野も賛成したが、摩砂雪は「あれはフランス語でやるから美しい。日本語でやったらどうなるか」と疑問に思い、テロップでの演出となった。
本作の構成のモデルとしてグスタフ・マーラーの「交響曲第8番」を意識し本作を第1部「来れ、創造主なる聖霊よ」を本作・「REBIRTH」を第2部「ヨハン・ヴォルフガング・フォン・ゲーテの『ファウスト 第二部』から最後の場」に見立て、「DEATH」で提示した数々のモチーフが再び「REBIRTH」で現れ、二つが相反しながらも、複雑に絡み合う様にした。
2003年にリニューアル版DVDが発売された際には、VHS・LD・DVD（1998年11月22日発売）に収録されている第弐拾壱話 - 第弐拾四話を「ビデオフォーマット版」として『DEATH』編の追加カットが収録されている。
2014年8月18日深夜（19日未明）には、『映画天国』（日本テレビ、関東ローカル）で「エヴァまつり」の一環として『DEATH (TRUE)2 TV版』が地上波初放送された。
2015年8月26日に発売されたBlu-ray BOXには劇場公開版の『DEATH』編が初収録されたほか、同時発売されたDVD-BOXにはWOWOWオンエア版の『DEATH (TRUE)』が収録された。いずれも、初のソフト化である。なお、TOHOシネマズ新宿ではBlu-ray BOXの発売を記念し、劇場公開版『シト新生 (DEATH & REBIRTH)』が上映された。

## 『REBIRTH』編
『REBIRTH』編は、上記の理由によりリメイク版第25話「Air」の前半部分までの公開となった。内容はリメイク版第25話「Air」と同じであるがEVAシリーズ（EVA量産機）が輸送機から投下されジオフロント上空を旋回している場面で、劇場版シト新生の主題歌である「魂のルフラン」が流れはじめ、スタッフロールとなる。
『REBIRTH』編とは違い、最初から35ミリフィルムで撮影作業が行われた。
なお、VHS・LD版およびリニューアルされる以前のDVDには『REBIRTH』編が収録されていたが、内容が次作の『Air/まごころを、君に』（第25話「Air」）と重複するため、『REBIRTH』編は2003年以降に発売されたリニューアル版DVDには収録されなかった。このため映像ソフトで『REBIRTH』編を視聴することが出来るのは長い間VHS・LD版およびリニューアルされる以前のDVDのみであったが、2015年8月26日に発売されたBlu-ray BOXとDVD BOXに『REBIRTH』編が再収録された。
ストーリーについての詳細は、『新世紀エヴァンゲリオン劇場版 Air/まごころを、君に』を参照。

## 劇中使用曲
『DEATH』編
- BWV1007『無伴奏チェロ組曲第1番』 - 『DEATH』編オープニングタイトルロール
- BWV1006『無伴奏ヴァイオリンのためのパルティータ第3番』より「ロンド風ガヴォット」- 『DEATH』編挿入曲
- 「カノン」 - 『DEATH』編エンディングタイトルロール
- 「FLY ME TO THE MOON <B-4 ピアノ>」 - 43秒バージョン、リニューアル版STAFFのスタッフロール、DVDのみ収録

『REBIRTH』編
- 「魂のルフラン」 - シト新生主題歌、『REBIRTH』編エンディングタイトルロール

## スタッフ
- 企画：GAINAX
- 原作：GAINAX、庵野秀明
- 総監督：庵野秀明
- 監督：摩砂雪（DEATH）、鶴巻和哉（REBIRTH）
- 製作：角川歴彦（角川書店）、池口頌夫（キングレコード）、山賀博之（ガイナックス）、倉益琢眞（テレビ東京）
- 製作補：中山晴喜（セガ・エンタープライゼス）、高橋豊（東映）
- プロデューサー：石川光久
- 演出助手
  - （DEATH）：千葉大輔、津留洋子、安藤健
  - （REBIRTH）：大塚雅彦、安藤健
- 構成：薩川昭夫（DEATH）
- 脚本
  - （DEATH）：薩川昭夫、庵野秀明
  - （REBIRTH）：庵野秀明
- キャラクターデザイン：貞本義行（コミック：月刊少年エース連載/角川書店）
- メカニックデザイン：山下いくと、庵野秀明
- エヴァンゲリオンコンセプトデザイン：山下いくと
- エヴァシリーズデザイン：本田雄
- 作画監督
  - （DEATH）：摩砂雪、貞本義行、庵野秀明
  - （REBIRTH）：黄瀬和哉（キャラクター）、本田雄（メカニック）
- 美術監督：加藤浩
- 撮影監督：白井久男
- 撮影：スタジオコスモス
- 音響監督：田中英行
- 音楽：鷺巣詩郎
- 録音調整：小原吉男
- 編集：三木幸子
- アニメーション制作：
  - （DEATH）：タツノコプロ、GAINAX
  - （REBIRTH）：Production I.G、GAINAX
- 製作：EVA製作委員会（角川書店、Project Eva.、GAINAX、テレビ東京、セガ・エンタープライゼス、東映）
- 配給：東映

## 前売券
第1弾前売券
テレホンカード付の前売券。「綾波レイ」と「惣流・アスカ・ラングレー」の2種類。1996年11月23日より全国上映館窓口にて販売された。
第2弾前売券
ポスター付きの前売券。1996年12月21日より全国上映館窓口にて販売された。
第3弾前売券
ビデオ付きの前売券。劇場版予告編などが収録されたオリジナルビデオ『NEON GENESIS EVANGELION THE LIGHT FROM THE DARKNESS GENESIS 0:0'』。1997年1月25日より全国上映館窓口にて販売された。
前売券付きCD
1996年12月21日発売のアルバムCD『NEON GENESIS EVANGELION ADDITION』の初回限定版において、本作品の特別前売券付きのものが発売された。

## 予告編
第1弾にはルートヴィヒ・ヴァン・ベートーヴェンの『交響曲第9番』第4楽章が使用されている。内容はテレビシリーズの映像をつなぎ合わせたものとなっている。
第2弾にはジュゼッペ・ヴェルディの『レクイエム』より「怒りの日（Dies irae）」が使用されている。内容は演出にフラッシュカットが多用されているほか、『REBIRTH』編の絵コンテや映像、台詞なども入っている。しかし、本来予定されていた『REBIRTH』編が制作途中の部分までの公開となったため、次作『Air/まごころを、君に』でしか聴けない台詞も流れている。
『シト新生』の劇場公開に先駆けて発売されたアルバムCD『NEON GENESIS EVANGELION ADDITION』には、ミサト、レイ、アスカのそれぞれによる劇場版予告が収録されている。

## リリース
- VHS
  - 新世紀エヴァンゲリオン Genesis0:0' THE LIGHT FROM THE DARKNESS - 1997年1月25日[15][注 11]
- VHS・LD
  - 新世紀エヴァンゲリオン 劇場版BOX - 1998年12月23日[注 12]
- DVD
  - 新世紀エヴァンゲリオン 劇場版 - 1999年9月22日[注 12]
  - 新世紀エヴァンゲリオン SECOND IMPACT BOX 下巻 - 2001年6月22日[注 12]
  - 新世紀エヴァンゲリオンTV放映版DVD BOX ARCHIVES OF EVANGELION - 2015年8月26日[注 13]
- Blu-ray
  - 新世紀エヴァンゲリオンBlu-ray BOX NEON GENESIS EVANGELION Blu-ray BOX - 2015年8月26日[注 14]
  - 新世紀エヴァンゲリオンBlu-ray BOX STANDARD EDITION NEON GENESIS EVANGELION Blu-ray BOX STANDARD EDITION - 2019年7月24日[注 14]
  - 『新世紀エヴァンゲリオン』＋『ヱヴァンゲリヲン新劇場版』＋『シン・エヴァンゲリオン劇場版』Full Complete Blu-ray BOX - 2025年12月10日発売予定[注 14]
- CD
  - EVANGELION:DEATH - 1997年6月11日

## 受賞歴
- 第2回アニメーション神戸会場特別賞[16][17][18][19]
- 第15回ゴールデングロス賞優秀銀賞[20]